# Moadon Sport Ashdod
Il Moadon Sport Ashdod (in ebraico מועדון ספורט אשדוד‎?), noto semplicemente come Ashdod, è una società calcistica israeliana con sede nella città di Ashdod, militante nella Ligat ha'Al, la massima serie del campionato israeliano di calcio.

## Storia
Nato nel 1999 dalla fusione delle due società calcistiche dell'Hapoel Ashdod (all'epoca militante in Liga Alef, la terza divisione) e dell'Ironi Ashdod (club di prima divisione, fondato nel 1961), il club non si è finora aggiudicato alcun titolo. Nonostante il ridotto budget a disposizione e la giovane età, l'Ashdod raggiunse il terzo posto in Ligat ha'Al nella stagione 2004-2005, impresa che valse la qualificazione alla Coppa UEFA della stagione seguente. Qui il cammino terminò subito, al secondo turno preliminare, dopo un doppio pareggio (2-2 in casa e 1-1 in trasferta e conseguente eliminazione per minor numero di reti segnate in trasferta) contro gli sloveni dell'Domžale.
Nella Coppa Intertoto 2002 l'Ashdod aveva invece fatto l'esordio assoluto nelle competizioni europee. Il cammino degli israeliani era iniziato nel migliore dei modi, contro i cechi del Brno (vittoria per 5-0 in trasferta e pareggio per 1-1 nel ritorno in casa). Al secondo turno, però, la compagine israeliana era stata eliminata dai bulgari del Marek Dupnica (1-1 in casa e 0-1 in trasferta).
Nella stagione 2011-2012 l'Ashdod ha a lungo lottato nelle posizioni di vertice con l'Ironi Kiryat Shmona e l'Hapoel Tel Aviv, per poi chiudere al terzo posto la stagione regolare. Al termine dei play-off si è classificato settimo, mancando la qualificazione alle coppe europee.

## Colori
L'Ashdod sfoggiava inizialmente un completo azzurro, ma da ormai alcuni anni ha cambiato la divisa in una maglia a strisce verticali giallo-rosse con pantaloncini rossi; l'azzurro, invece, è rimasto nei pantaloncini della divisa da trasferta.
Nella decisione ha avuto un ruolo determinante l'attuale co-presidente (insieme a Jacky Ben-Zaken) Haim Revivo (ex calciatore dell'Ashdod e fratello maggiore dell'attuale capitano della squadra David Revivo), motivando la decisione con la volontà di ricordare i colori delle due compagini dalla cui fusione è nato il club (l'Hapoel Ashdod sfoggiava una divisa rossa, mentre il Maccabi Ironi Ashdod aveva come colori il giallo e il blu).

## Palmarès

### Competizioni nazionali
- Liga Leumit: 1

2015-2016

### Altri piazzamenti
- Campionato israeliano:

Terzo posto: 2004-2005, 2020-2021
- Coppa d'Israele:

Semifinalista: 2009-2010, 2011-2012, 2022-2023
- Coppa di Lega israeliana:

Finalista: 2001-2002
Semifinalista: 1999-2000

## Organico

### Rosa 2024-2025
aggiornata al 19 gennaio 2025
| N. |                    | Ruolo | Calciatore               |
| -- | ------------------ | ----- | ------------------------ |
| 1  | Israele (bandiera) | P     | Ariel Harush             |
| 3  | Israele (bandiera) | D     | Shahar Rosen             |
| 4  | Uganda (bandiera)  | D     | Timothy Awany            |
| 6  | Camerun (bandiera) | C     | Martin Ndzie             |
| 7  | Israele (bandiera) | A     | Shlomi Azulay            |
| 8  | Israele (bandiera) | A     | Asil Knani               |
| 9  | Israele (bandiera) | A     | Shalev Harush            |
| 10 | Israele (bandiera) | C     | Mohammed Kna'an          |
| 11 | Israele (bandiera) | D     | Roy Levy                 |
| 13 | Ghana (bandiera)   | D     | Montari Kamaheni         |
| 14 | Israele (bandiera) | C     | Noam Mucha               |
| 15 | Israele (bandiera) | D     | Tom Ben Zaken (capitano) |
| 16 | Israele (bandiera) | D     | Maor Yashilirmak         |
| 18 | Israele (bandiera) | C     | Ilay Tamam               |
| 19 | Israele (bandiera) | A     | Adir Levi                |
| 20 | Israele (bandiera) | C     | Elia Gethon              |

| N. |                            | Ruolo | Calciatore       |
| -- | -------------------------- | ----- | ---------------- |
| 21 | Israele (bandiera)         | C     | Liav Farada      |
| 23 | Israele (bandiera)         | D     | Omri Ben Harush  |
| 24 | Rep. Dominicana (bandiera) | D     | Luiyi de Lucas   |
| 28 | Ghana (bandiera)           | A     | Ebenezer Mamatah |
| 29 | Ghana (bandiera)           | C     | Emmanuel Agyei   |
| 30 | Israele (bandiera)         | C     | Ravid Abrgil     |
| 31 | Israele (bandiera)         | C     | Mohamad Amer     |
| 36 | Israele (bandiera)         | C     | Elad Shahaf      |
| 41 | Israele (bandiera)         | P     | Sahar Hasson     |
| 55 | Israele (bandiera)         | P     | Tom Carmeli      |
| 80 | Israele (bandiera)         | A     | Ben Levy         |
| 97 | Francia (bandiera)         | C     | Jordan Sebban    |
|    | Israele (bandiera)         | D     | Nir Bitton       |
|    | Israele (bandiera)         | C     | Ofir Kriaf       |
|    | Israele (bandiera)         | A     | Stav Nachmani    |
|    | Israele (bandiera)         | P     | Tomer Amar       |

### Rosa 2022-2023
aggiornata al 14 gennaio 2023
| N. |                        | Ruolo | Calciatore               |
| -- | ---------------------- | ----- | ------------------------ |
| 1  | Israele (bandiera)     | P     | Yoav Gerafi              |
| 3  | Israele (bandiera)     | D     | Gil Cohen                |
| 4  | Uganda (bandiera)      | D     | Timothy Awany            |
| 5  | Serbia (bandiera)      | D     | Nenad Cvetković          |
| 7  | Israele (bandiera)     | C     | Michael Ohana            |
| 9  | Israele (bandiera)     | A     | Shalev Harush            |
| 10 | Israele (bandiera)     | C     | Mohammed Kna'an          |
| 11 | Paesi Bassi (bandiera) | A     | Elton Acolatse           |
| 13 | Ghana (bandiera)       | D     | Montari Kamaheni         |
| 15 | Israele (bandiera)     | D     | Tom Ben Zaken (capitano) |
| 16 | Israele (bandiera)     | D     | Zohar Zasno              |
| 18 | Ghana (bandiera)       | A     | Ebenezer Mamatah         |
| 19 | Israele (bandiera)     | A     | Adir Levi                |

| N. |                     | Ruolo | Calciatore           |
| -- | ------------------- | ----- | -------------------- |
| 20 | Colombia (bandiera) | D     | David Cuperman       |
| 21 | Israele (bandiera)  | A     | Roey Ben Shimon      |
| 22 | Israele (bandiera)  | P     | Tomer Amar           |
| 24 | Israele (bandiera)  | D     | Shaked Hakmon        |
| 26 | Ghana (bandiera)    | A     | Abdul Zakaria Mugees |
| 28 | Israele (bandiera)  | A     | Roy Levi             |
| 36 | Israele (bandiera)  | C     | Elad Shahaf          |
| 41 | Israele (bandiera)  | P     | Sahar Hasson         |
| 55 | Israele (bandiera)  | C     | Naor Sabag           |
| 77 | Israele (bandiera)  | C     | Ya'akov Berihon      |
| 81 | Israele (bandiera)  | D     | Manamto Asefa        |
| 97 | Francia (bandiera)  | C     | Jordan Sebban        |
|    | Israele (bandiera)  | CF    | Obeida Hattab        |

### Rosa 2020-2021
| N. |                    | Ruolo | Calciatore               |
| -- | ------------------ | ----- | ------------------------ |
| 1  | Israele (bandiera) | P     | Yoav Gerafi              |
| 3  | Israele (bandiera) | D     | Gil Cohen                |
| 4  | Uganda (bandiera)  | D     | Timothy Awany            |
| 5  | Israele (bandiera) | D     | Nir Bardea               |
| 6  | Israele (bandiera) | C     | Mohammed Kna'an          |
| 7  | Uganda (bandiera)  | A     | Fahad Bayo               |
| 8  | Israele (bandiera) | C     | Shlomi Azulay            |
| 9  | Israele (bandiera) | C     | Roei Gordana             |
| 10 | Mali (bandiera)    | C     | Moussa Bagayoko          |
| 11 | Israele (bandiera) | A     | Sagiv Yehezkel           |
| 12 | Israele (bandiera) | C     | Yoni Sisai               |
| 13 | Ghana (bandiera)   | D     | Montari Kamaheni         |
| 14 | Israele (bandiera) | A     | Dean David               |
| 15 | Israele (bandiera) | D     | Tom Ben Zaken (capitano) |
| 16 | Israele (bandiera) | D     | Zohar Zasno              |
| 18 | Israele (bandiera) | A     | Bentzi Moshel            |

| N. |                    | Ruolo | Calciatore      |
| -- | ------------------ | ----- | --------------- |
| 19 | Israele (bandiera) | A     | Stav Turiel     |
| 20 | Israele (bandiera) | D     | Omri Ben Harush |
| 21 | Israele (bandiera) | C     | Hamza Mawassi   |
| 23 | Israele (bandiera) | C     | Fares Abu Akel  |
| 41 | Israele (bandiera) | P     | Ron Shushan     |
| 55 | Serbia (bandiera)  | D     | Nenad Cvetković |
| 66 | Israele (bandiera) | C     | Nir Hasson      |
| 77 | Israele (bandiera) | C     | Ya'akov Berihon |
| 80 | Israele (bandiera) | C     | Mor Edri        |
| 88 | Israele (bandiera) | A     | Idan Dahan      |
| 90 | Israele (bandiera) | P     | Roei Mishpati   |
| 99 | Israele (bandiera) | A     | Oz Bilu         |
|    | Israele (bandiera) | D     | David Tiram     |
|    | Ghana (bandiera)   | A     | Hayford Adjei   |
|    | Israele (bandiera) | A     | Shalev Harush   |

### Rosa 2019-2020
| N. |                       | Ruolo | Calciatore       |
| -- | --------------------- | ----- | ---------------- |
| 1  | Israele (bandiera)    | P     | Roei Mishpati    |
| 3  | Israele (bandiera)    | D     | Gil Cohen        |
| 4  | Uganda (bandiera)     | D     | Timothy Awany    |
| 5  | Israele (bandiera)    | D     | Nir Bardea       |
| 6  | Israele (bandiera)    | C     | Mohammed Kna'an  |
| 7  | Israele (bandiera)    | A     | Shoval Gozlan    |
| 8  | Israele (bandiera)    | C     | Shlomi Azulay    |
| 9  | Israele (bandiera)    | C     | Roei Gordana     |
| 10 | Costa Rica (bandiera) | C     | Jimmy Marín      |
| 11 | Israele (bandiera)    | A     | Sagiv Yehezkel   |
| 13 | Ghana (bandiera)      | D     | Montari Kamaheni |
| 14 | Israele (bandiera)    | A     | Dean David       |

| N. |                    | Ruolo | Calciatore      |
| -- | ------------------ | ----- | --------------- |
| 15 | Israele (bandiera) | D     | Tom Ben Zaken   |
| 16 | Israele (bandiera) | D     | Zohar Zasno     |
| 17 | Israele (bandiera) | C     | Naor Abudi      |
| 18 | Israele (bandiera) | A     | Bentzi Moshel   |
| 19 | Ghana (bandiera)   | C     | Samuel Alabi    |
| 22 | Israele (bandiera) | C     | Fares Abu Akel  |
| 25 | Israele (bandiera) | D     | David Tiram     |
| 41 | Israele (bandiera) | P     | Ron Shushan     |
| 55 | Israele (bandiera) | P     | Omer Egozi      |
| 77 | Israele (bandiera) | C     | Ya'akov Berihon |
| 88 | Brasile (bandiera) | C     | Renan           |
| 98 | Israele (bandiera) | D     | Manamto Asefa   |

## Rose delle stagioni precedenti
- 2011-2012
- 2015-2016